# La Roche-Posay
La Roche-Posay is een gemeente in het Franse departement Vienne (regio Nouvelle-Aquitaine) en telt 1445 inwoners (1999). De plaats maakt deel uit van het arrondissement Châtellerault.

## Geografie
De oppervlakte van La Roche-Posay bedraagt 35,2 km², de bevolkingsdichtheid is 41,1 inwoners per km². De plaats ligt aan de Creuse.
De onderstaande kaart toont de ligging van La Roche-Posay met de belangrijkste infrastructuur en aangrenzende gemeenten.

## Demografie
Onderstaande figuur toont het verloop van het inwonertal (bron: INSEE-tellingen).

## Trivia
- Er is een merk met verzorgingsproducten naar deze plaats genoemd.